# Bisdom Veracruz
Het bisdom Veracruz (Latijn: Dioecesis Verae Crucis) is een rooms-katholiek bisdom met als zetel Veracruz, in Mexico. Het bisdom is suffragaan aan het aartsbisdom Jalapa. 

## Geschiedenis
Het bisdom Veracruz werd opgericht op 9 juni 1962, uit delen van het bisdom San Andrés Tuxtla en het aartsbisdom Veracruz-Jalapa. Eerder werd de naam reeds gebruikt door het aartsbisdom Veracruz-Jalapa, dat werd opgericht op 19 maart 1863 als het bisdom Veracruz-Jalapa, en na 9 juni 1962 hernoemd werd tot aartsbisdom Jalapa. 

## Parochies
Het bisdom had in 2020 een oppervlakte van 9.227 km2 en telde 2.313.880 inwoners waarvan 89,9% rooms-katholiek was.

## Bisschoppen
- José Guadalupe Padilla Lozano (15 januari 1963 - 18 februari 2000)
- Luis Gabriel Cuara Méndez (18 februari 2000 - 20 november 2005)
- Luis Felipe Gallardo Martín del Campo (8 mei 2006 - 12 november 2018)
- Carlos Briseño Arch (12 november 2018 - heden)

Jalapa (aartsbisdom) · Coatzacoalcos · Córdoba · Orizaba · Papantla · San Andrés Tuxtla · Tuxpan · Veracruz